# Royal Aeronautical Society
A Royal Aeronautical Society (em tradução livre: Sociedade Aeronáutica Real), também conhecida como  RAeS, é uma instituição britânica profissional e multidisciplinar dedicada à comunidade aeroespacial global patrocinada pela coroa.

## Histórico
A Royal Aeronautical Society foi fundada em Janeiro de 1866, com o nome de The Aeronautical Society of Great Britain. Entre os membros mais antigos ou fundadores estavam: James Glaisher, Francis Wenham, o duque de Argyll, e Frederick Brearey.
A sede da RAeS fica localizada no Reino Unido. O pessoal da Royal Aeronautical Society trabalha na sua sede, localizada no 4 Hamilton Place, em Londres, W1J 7BQ.

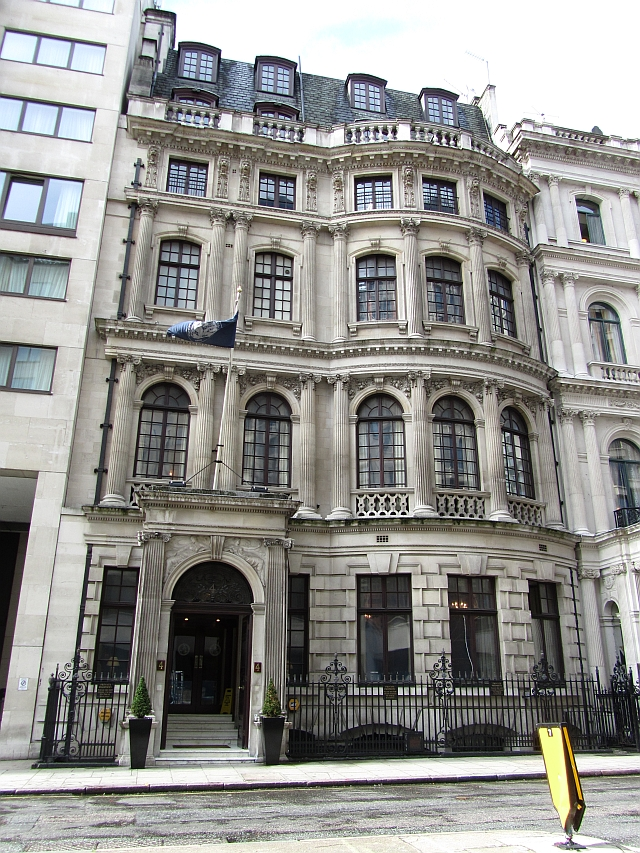
A sede da Royal Aeronautical Society
no 4 Hamilton Place em Mayfair, Londres.